# CorelDRAW
CorelDRAW este o suită de programe folosită de grafic designeri, DTP-iști și este formată din: CorelDraw X3, Corel Photo-Paint X3, Corel PowerTrace X3, Corel Capture X3, BitStream Font Navigator, Pixmantec RawShooter essentials.
Suita X3 este disponibilă în următoarele limbi: engleză, franceză, germană, italiană, spaniolă, portugheză.

## Sistem de operaresuportat
CorelDRAW a fost creat pentru a rula pe platforme Microsoft Windows. Până în anul 2000 au existat și variante pentru Linux (versiunea 9) și până în 2001 pentru Macintosh (versiunea 11). În prezent CorelDRAW rulează doar sub Microsoft Windows.

## CorelDraw X3
CorelDRAW este un editor grafic vectorial precum Adobe Illustrator.

### Terminologie și unelte
- obiect - orice element din spațiu de lucru, imagine, formă (en. shape), linie, *text, curbă (en. curve), simbol
- strat (en. layer) - Plan transparent în care este poziționat un desen
- desen (en. drawing) - ceea ce creezi în CorelDRAW (machetă, imagine, logo)
- desen vectorial (vector graphic ) - Un desen definit prin coordonate matematice (poziție, lungime, direcție)
- bitmap (hartă de biți, imagine) - o imagine realizată dintr-o rețea de puncte sau pixeli
- docker - o fereastră care conține setări sau comenzi disponibile.
- flyout - un buton care deschide meniuri sau unelte.
- text artistic - acest tip de text este folosit pentru a scrie linii scurte de text și căruia i se poate aplica efecte.
- text paragraf - metodă de adăugare a unei cantități mare text care poate fi ușor formatat.
- barcode - unealtă care permite integrarea codurilor de bară (mai multe standarde)
- suport pentru Unicode

### Noutăți
- X3 permite folosirea mult mai eficientă a funcției decupează (en. crop) - chiar și asupra imaginilor vectoriale
- vectorizarea cu ajutorul Corel PowerTrace direct în CorelDRAW
- introducerea unei funcții umplere inteligentă (en. smart fill) care permite umplerea cu culoare a formelor mult rapid
- X3 permite desenarea mai multor tipuri de stele cu ajutorul funcției (en. complex star)
- schimbări majore asupra formatării textului atât în mod paragraf cât și text
- posibilitatea de a exporta și importa fișiere cu culori spot
- simulare - overprint (en)
- exportarea și importarea fișierlor pdf protejate
- X3 permite reducerea automată a nodurilor curbelor Bézier
- introducerea unui sistem de ajutor în timp real care oferă utilizatorului informații despre unealta folosită și despre cum poate fi folosită

## Corel Photo-Paint X3
Corel Photo-Paint X3 este un editor de imagine asemănor ca funcții și capacități cu Adobe Photoshop.

### Noutăți
- introducerea unei funcții de corectare automată a culorilor și contrastului
- îmbunătățire Cutout Lab - permite o mai bună decupare părților din imagine
- îmbunătățirea interacțiunii cu tipurile de fișiere industriale PostScript (EPS), PostScript (PS or PRN), PDF, Paint Shop Pro (PSP)
- introducerea unui sistem de ajutor în timp real care oferă utilizatorului informații despre unealta folosită și despre cum poate fi folosită

## Corel PowerTrace X3
Corel PowerTrace X3 este un convertor raster (en. convertor raster) din bitmap în vector. Această versiune este mult îmbunătățită calitativ dar și la nivelul de integrare în CorelDRAW.

## Corel Capture X3
Corel Capture X3 este un utilitar care permite realizarea unor capturi de ecran. Poate capta atât întregul ecran cât și o anumită fereastră, predefinită anterior capturii.

## BitStream Font Navigator
BitStream Font Navigator este un program cu ajutorul căruia se poate administra o arhivă de fonturi. Prin intermediul acestuia utilizatorul are posibilitatea unui mai bun management al fonturilor față de opțiunile oferite de sistemul de operare.

## Pixmantec RawShooter essentials
Pixmantec RawShooter essentials este un convertor de fișiere RAW în fișiere TIFF sau JPEG. Extensiile fișierelor acceptate sunt: .nef, .crw, .dcr, .orf, .mrw.